# Johannesnycklar
Johannesnycklar (Orchis militaris) är genom sin egendomliga blomform lätt igenkännlig och är som Sankt Pers nycklar en av de mest utmärkande växterna på Gotlands och Ölands ängar, men mindre vanlig. Den finns dessutom endast i östra Skåne och sydvästra Blekinge. Först några veckor efter Sankt Pers nycklar hinner den till full blomning. Växten kan bli ända till 1/2 m hög med större blad och blomställning än andra svenska orkidéer. Därför har den också fått namnet "praktnyckelblomster"; ett annat namn är "riddarorchis", som liksom namnet "militaris" syftar på läppen, vilken man liknat vid en röd soldatrock.